# Personalna subrogacija
Personalna subrogacija u obligacionom pravu postoji kada neko treće lice ispuni dug koji dužnik ima prema poveriocu, čime poveriočevo potraživanje prelazi na ispunitelja.To treće lice se zove solvens (ispunilac) i stupa na mesto poverioca tako da dužnik umesto ranijem poveriocu duguje njemu. Prelaz potraživanja može nastupiti ugovorom zaključenim između solvensa i poverica ili na osnovu samog zakona.

Personalna subrogacija razlikuje se od cesije potraživanja (kod koje isto dolazi do promene poverioca) u sledećem:
- Kod cesije je potrebna notifikacija ( obaveštenje poverioca) dok kod personalne subrogacije nije .
- Kod cesije cedent odgovara i za veritet i za bonitet, ako ga ugovore, a kod personalne subrogacije poverilac ne odgovara za postojanje i naplativost potraživanja.

- Kod cesije tražbina prelazi na cesionara u času sklapanja ugovora o cesiji, a kod subrogacije tek u vreme ispunjenja obveze dužnika.
- Cesija može nastati samo na osnovu ugovora, ne i zakona

Personalna subrogacija zavisno od toga da li je ispunjen ceo ili deo duga može biti potpuna ili delimična.
Pored personalne subrogacije postoji realna subrogacija gde dolazi do zamene činidbe, tako da dužnik umesto dugovane prestacije ispunjava obavezu istom poveriocu, ali drugom činidbom, odnosno reč je o zameni samog predmeta obaveze.

## Literatura
- Đorđe Nikolić. Obligaciono pravo, Priručnik za polaganje pravosudnog ispita. Beograd: Projuriš.  86-86105-13-0.